# Manfredi Polverosi
Manfredi Polverosi (Firenze, 9 agosto 1882 – Roma, 1º giugno 1965) è stato un tenore italiano.

## Biografia
Allievo di Pieraccini, a Milano, e del tenore Jacopo Manfrini, debuttò in Lucia di Lammermoor nel 1906, all'Arena Borsellini di Empoli.
Nel marzo 1909 è Faust ne La dannazione di Faust al Teatro Costanzi di Roma.
Nel 1911 è Faust in Mefistofele (opera) diretto da Luigi Mancinelli con Fanny Anitúa e Nazzareno De Angelis a Roma e diretto da Vittorio Gui con Giuseppe Nessi e De Angelis al Teatro Regio di Torino dove nel 1912 è Alfredo ne La traviata.
Nel 1915 canta nella prima assoluta di Notte di leggenda di Franchetti diretto da Gino Marinuzzi (1882-1945) con Giuseppe De Luca (baritono) al Teatro alla Scala di Milano.
Nel 1919 a Roma è Pinkerton in Madama Butterfly con Rosina Storchio e Rodolfo ne La bohème diretto da Vincenzo Bellezza.
Nel 1920 a Roma è Renato in La via della finestra di Zandonai con Juanita Caracciolo ed Almaviva ne Il barbiere di Siviglia (Rossini).
Nel 1922 al Teatro Regio di Parma è Faust in Mefistofele con Bianca Scacciati ed al Teatro Comunale di Bologna Almaviva ne Il barbiere di Siviglia diretto da Pasquale La Rotella con Mercedes Capsir ed Enrico Molinari.
Nel 1924 è re Astolfo nella prima assoluta di Giocondo e il suo re di Carlo Jachino al Teatro Dal Verme di Milano.
Nel 1925 al Teatro La Fenice di Venezia è Ruggero ne La rondine, Pinkerton in Madama Butterfly e fece parte del cast della prima assoluta de Gli amanti sposi di Ermanno Wolf Ferrari ed al Grand Théâtre de Monte Carlo Pinkerton in Madama Butterfly con Gilda Dalla Rizza. 
Ancora Roma nel 1926 è Giocondo in Giocondo e il suo re e nel 1929 Alfredo ne La traviata diretto da Marinuzzi con Claudia Muzio.
Ritiratosi dalle scene intorno al 1930, fu direttore della Scuola Sperimentale di Canto e Danza del Teatro dell'Opera di Roma dal 1936 al 1943.
Recitò nel film opera La signora dalle camelie, diretto da Carmine Gallone (1947), nel ruolo di Giorgio Germont, con la voce di Tito Gobbi.
Ebbe una scuola di canto, con la quale apparve nel film musicale Una voce nel tuo cuore (1949) diretto da Alberto D'Aversa, accanto a Vittorio Gassmann. Tra gli allievi della sua scuola figurano Franca Mattiucci e Silvana Cerra.
Il suo repertorio spaziò dal lirico-leggero al drammatico, il ruolo che interpretò più di frequente fu quello del Conte D'Almaviva, nel Barbiere di Siviglia di Rossini. Fu inoltre uno specialista di Rigoletto (Duca di Mantova), La traviata (Alfredo) e Manon (Des Grieux).
Ha scritto un'autobiografia, rimasta inedita.
È il padre di Vanna Polverosi e quindi nonno di Luca Dal Fabbro.

## Incisioni
Ha registrato per la Columbia Records e la Fonotipia.